# Geschichte der Chinesen auf Timor

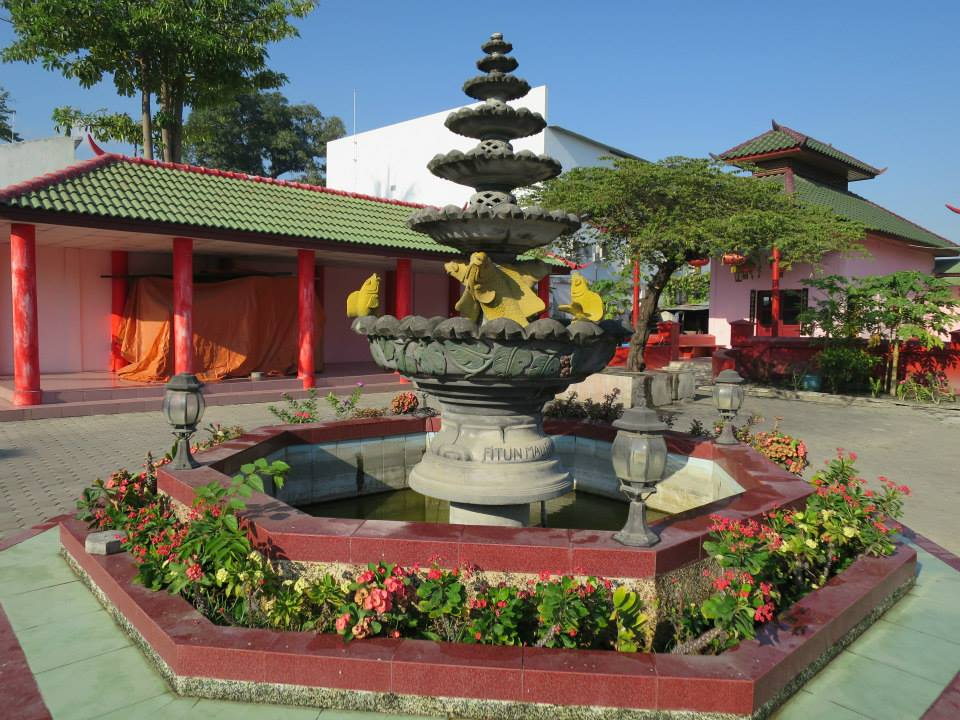
Guandi-Tempel (Dili)

Die Geschichte der Chinesen auf Timor reicht bis in das 10. Jahrhundert zurück. Noch bevor die Europäer die Region erreichten, hatten die Timoresen Kontakt mit chinesischen Händlern, die die Insel besuchten. Später siedelten sich Chinesen auf Timor in den europäischen Kolonien an. Noch heute lebt auf der Insel eine kleine chinesische Minderheit.

## Vorkoloniale Zeit

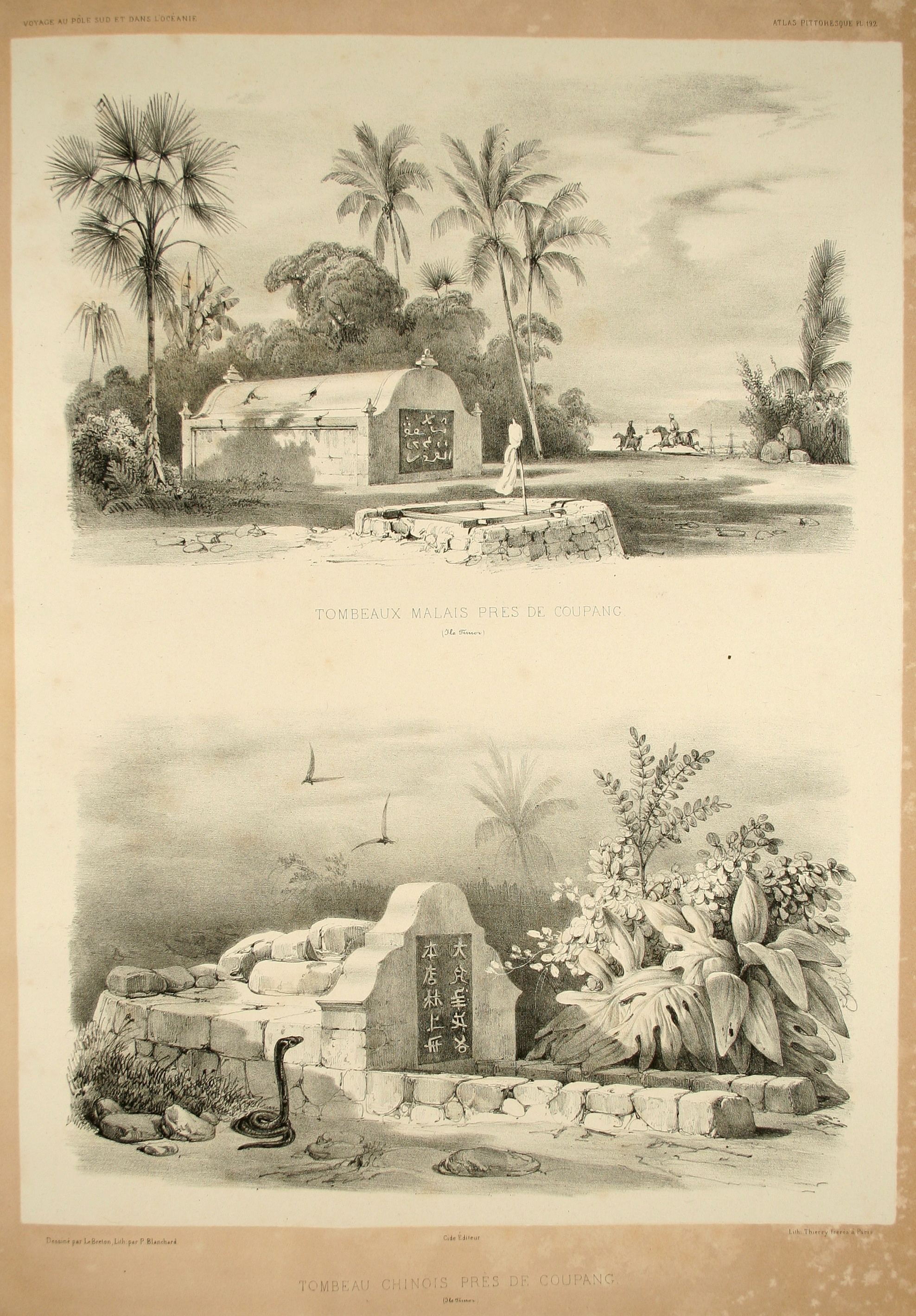
Ein malaiisches und ein chinesisches Grab in Kupang, 1846

Chinesen in Portugiesisch-Timor um 1900

Bereits im 10. Jahrhundert wurde timoresisches Sandelholz durch die Straße von Malakka weiter nach China transportiert. Die Insel wurde Ti-wu (chinesisch 底勿, Pinyin Dǐwù, Jyutping Dai2mat6) oder nach der kantonesischen Aussprache Ti-mat (vereinzelt: Ti-men) genannt. Verschiedene Berichte über die Insel aus der vorkolonialen Zeit stammen aus chinesischen Quellen.
Der chinesische Beamte für Überseehandel Zhao Rukuo nennt Timor im Jahr 1225 einen Ort, der reich an Sandelholz ist. Santalum album findet sich nicht nur auf Timor, sondern auch auf verschiedenen Pazifikinseln, Madagaskar, Australien und in Indien, doch liefern nur Timor, Sunda und Solor die höchste Qualität von weißem Sandelholz.
Für das Sandelholz, das in China als Heilmittel und Räucherwerk verwendet wurde, tauschten die Chinesen Porzellan, Glasperlen und Silber ein. Die Händler siedelten aber nicht auf dem fern den Handelsrouten zwischen China, Indien und den großen Inseln gelegenen Timor, sondern blieben immer nur so lange, wie sie mussten, um ihre Geschäfte abzuwickeln. Immerhin waren chinesische Händler über Jahrhunderte die einzigen Ausländer, die auch in das Innere Timors vordrangen.

## Kolonial- und Besatzungszeit

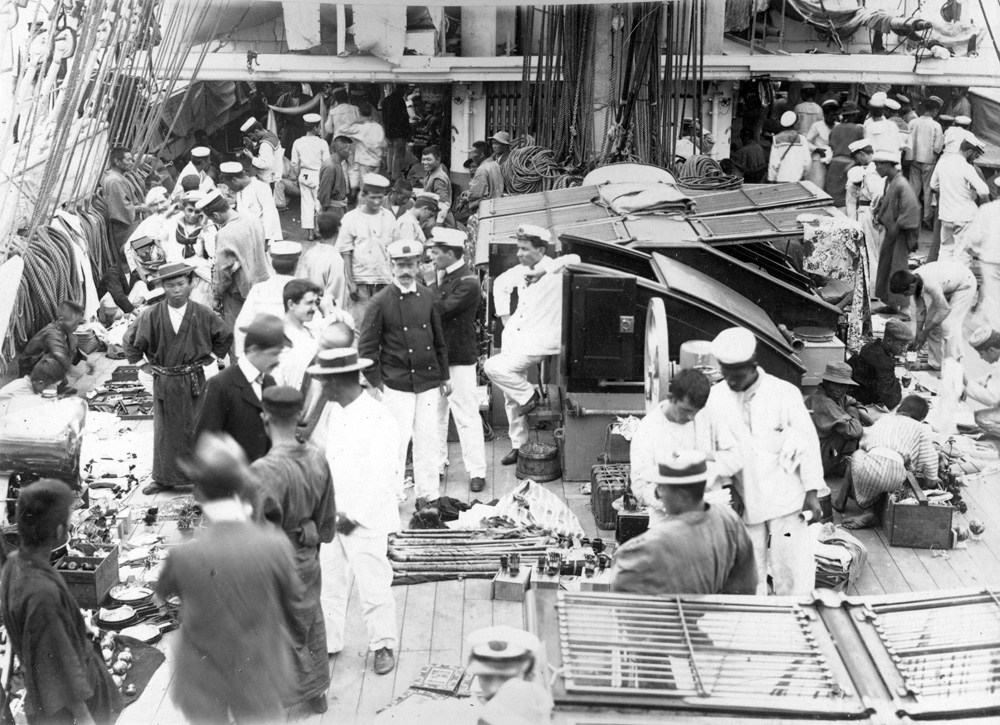
Chinesische Händler auf einem Schiff im Hafen von Dili (1901)

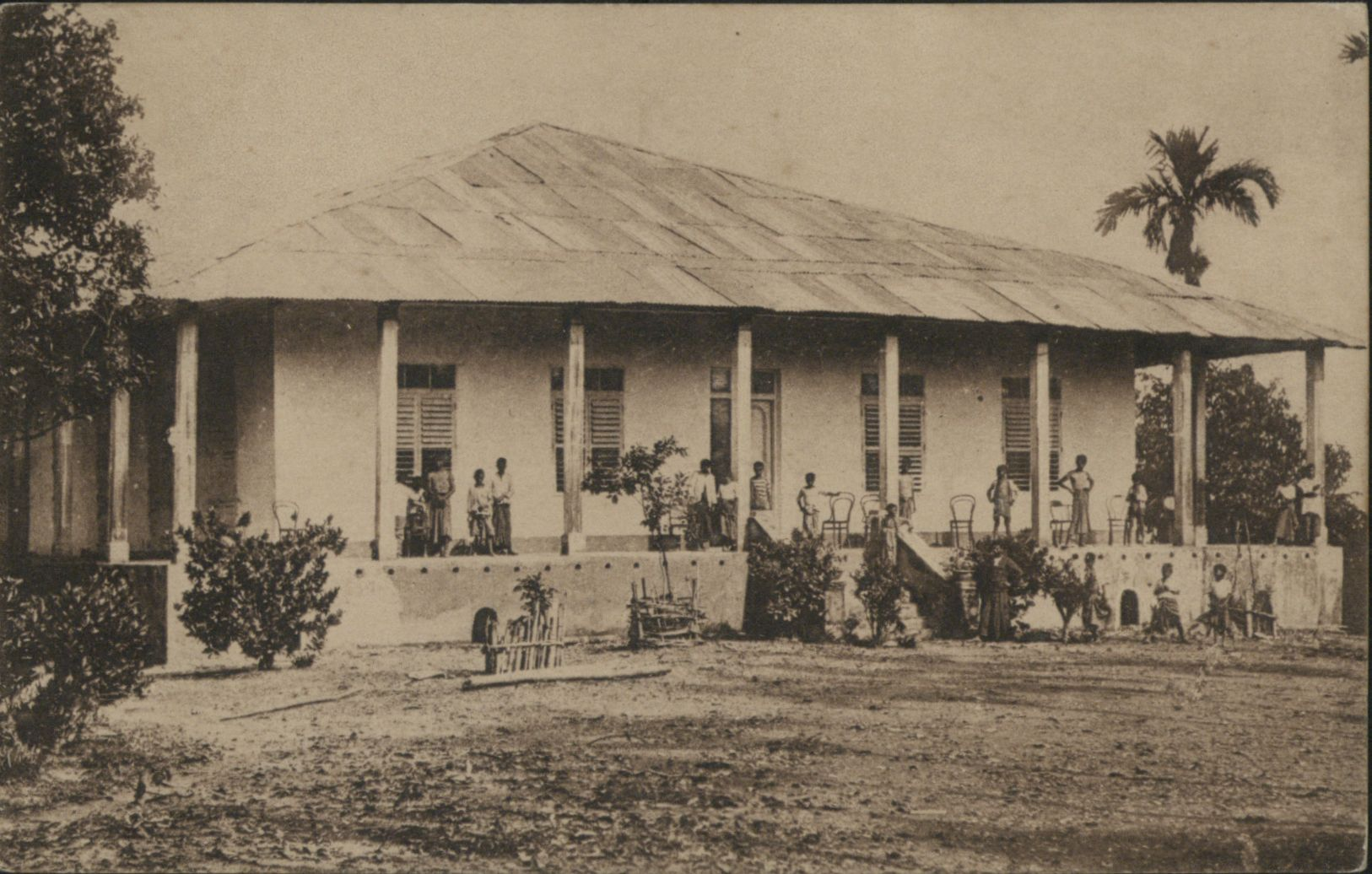
Das „China Uma“ (China-Haus), ein Laden in Lospalos (1927)

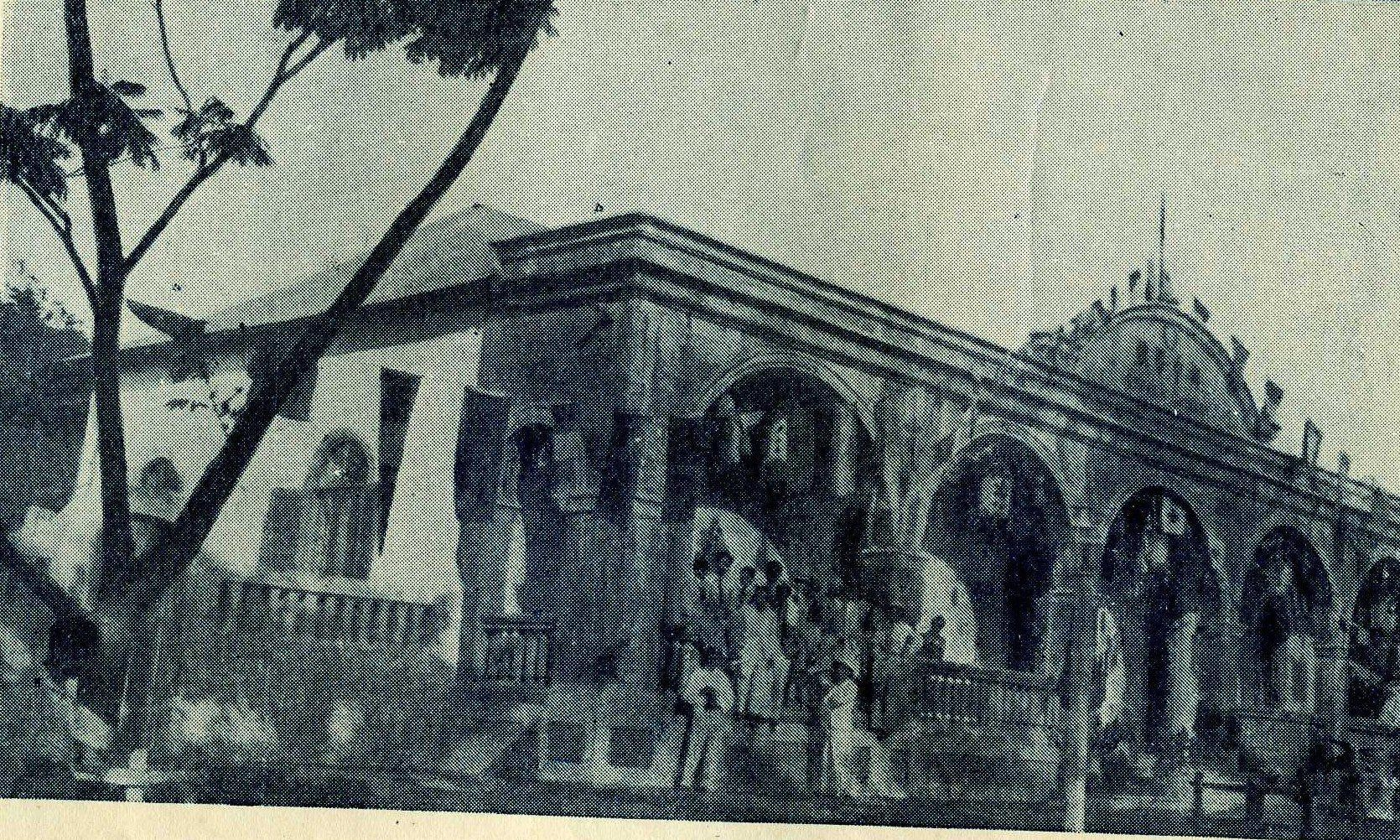
Die Chinesische Schule in Aileu/Portugiesisch-Timor

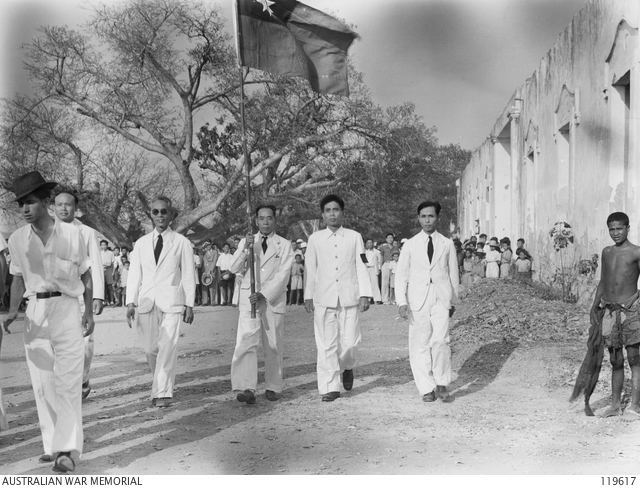
Chinesische Timoresen mit der chinesischen Flagge in Dili (1945)

1551 verbot Kaiser Jiajing jeglichen Seehandel. Kurz zuvor hatten die Portugiesen Ostasien erreicht, so dass sie zunächst die Lücke im Handel zwischen den Kleinen Sundainseln und China schlossen. Doch die chinesischen Händler kehrten bald wieder zurück.
Mitte des 17. Jahrhunderts liefen etwa 20 Dschunken jährlich die Insel Timor an und brachten Reis und Tauschwaren. Chinesische Händler aus Macao etablierten in den durch die Portugiesen und später den Holländern befriedeten Gebieten Handelsbeziehungen mit den Timoresen und begannen sich auch auf Timor niederzulassen. Zuerst in Kupang und Lifau, später auch in Atapupu und Dili. Sie waren dabei so erfolgreich, dass holländische Händler 1614 klagten, die Chinesen würden mit ihren preiswert in China produzierten Waren bei jedem Geschäft die Holländer überbieten. Eine andere holländische Quelle berichtet, dass Händler aus Macao mit dem timoresischen Sandelholz einen Gewinn von 200 % machten. Laut einem Bericht von 1646 wurden jährlich 1000 Bahar Sandelholz von Timor nach Macao gebracht. 1723 genehmigte Kaiser Yongzheng wieder den Außenhandel, so dass nun auch ein Handelsdreieck Kanton – Timor – Batavia (das heutige Jakarta) entstand, was aber den Handel von Macao aus unprofitabel machte.
1775 gab es in Kupang ein eigenes chinesisches Viertel, von wo aus der Nahrungsmittelhandel kontrolliert wurde. Zudem beherrschten sie inzwischen den Sandelholzhandel über Makassar nach China und den Bienenwachshandel nach Java, wo er für die Batikherstellung benötigt wurde. Zudem stellten die Chinesen aus dem Wachs auch Kerzen her. Weitere Handelswaren waren Honig und Sklaven. Zudem gab es einen regen Schmuggel. Später gingen Chinesen von Kupang und Atapupu aus als wandernde Händler auch ins Landesinnere. Zu dieser Zeit lebten schon etwa 300 chinesische Familien in Kupang, Atapupu und Dili; die meisten stammten aus Macao.
Zeitweise war Portugiesisch-Timor im 19. Jahrhundert der Oberhoheit von Macao unterstellt. Zudem wurde die inzwischen verlustbringende Kolonie mit Geldern aus dem reichen Macao mitfinanziert. 1832 lebten allein in Portugiesisch-Timor etwa 300 chinesische Familien. Sie stellten den Großteil der lokalen Händler, aber außer einem Anteil an der Bürgermiliz und Positionen im Stadtrat spielten sie in der Regierung kaum eine Rolle. Chinesischen Händlern und Schmugglern aus Atapupu warf der portugiesische Gouverneur José Celestino da Silva Ende des 19. Jahrhunderts vor, sie würden vom holländischen Westtimor aus aufständische Timoresen mit Feuerwaffen versorgen. Die Chinesen teilten aber meist das Schicksal der portugiesischen Kolonialbevölkerung. Als 1861 Dili durch timoresische Rebellen bedroht wurde, gab Gouverneur Afonso de Castro selbst an die chinesische Bevölkerung Waffen zur Verteidigung der Hauptstadt aus. Bei einer Revolte der Truppen wurde der Führer der chinesischen Gemeinde in Dili, der Capitão China, umgebracht. A. Marques Perreira, Kommissar für die chinesische Auswanderung von Macao nach Timor, attestierte den Chinesen, sie seien der brauchbarste Teil der Bevölkerung Dilis. Sie stellten wichtige Handwerksberufe, da den Timoresen das nötige Wissen fehlte, zum Beispiel bei der Holzverarbeitung. Zudem betrieben sie einen Großteil des Handels. Ein chinesischstämmiger Missionar wurde ab 1877 mit der Betreuung chinesischer Schulkinder in Dili betraut.
Mit der Einrichtung der Dampfschifffahrtslinie zwischen Macao und Dili nahm die Zuwanderung von Chinesen nach Portugiesisch-Timor zu. Unter den Einwanderern waren auch viele zu finden, die als Gegner der chinesischen Mandschu-Kaiser aus China flohen. Die chinesische Gemeinde war 1912 bereits gut organisiert. Es gab ein Vereinsgebäude, einen buddhistischen Tempel und eine eigene Schule. Clube Chum Fuk Tong Su, die erste chinesische Schule in der Kolonie, bot neben Unterricht in Chinesisch auch Englisch, Zoologie und Botanik an. 1926 wurde aus China eine Buddhastatue gebracht und ab 1928 im neuen Guandi-Tempel in Nachbarschaft zum Regierungspalast aufgestellt. Statue und Tempel existieren noch heute, ebenso wie die alte chinesische Handelskammer. Die chinesische Bevölkerung sprach ursprünglich Hakka, Hochchinesisch und Kantonesisch. Heute sind etwa 95 bis 97 Prozent der chinesischen Timoresen Nachkommen von Hakka, der Rest hat kantonesische Wurzeln. Zudem heirateten chinesische Händler die Töchter timoresischer Adliger, um die Geschäftsbeziehungen zu festigen.
Vor Ausbruch des Zweiten Krieges lebten etwa 2000 Chinesen in der Kolonie. Allerdings mussten sie schwer unter der japanischen Besetzung Timors (siehe: Schlacht um Timor) leiden. 60 Chinesen wurden durch die Besatzer getötet, 200 starben aufgrund von Hunger und Misshandlungen. In den 1960ern eröffnete die Republik China (Taiwan), die zu diesem Zeitpunkt noch bei den Vereinten Nationen offiziell China repräsentierte, ein Konsulat in Dili. 1970 wurden 6120 chinesische Einwohner in Portugiesisch-Timor gezählt. Verschiedene Quellen geben die Zahl der Chinesen noch viel höher an. Demnach sollen 1975 in der Kolonie 18.000 bis 20.000 Chinesen gelebt haben. Viele davon hatten die taiwanische Staatsbürgerschaft.
Als am 28. November 1975 Osttimor einseitig seine Unabhängigkeit von Portugal erklärte, war die Volksrepublik China einer der wenigen Staaten, die diese anerkannte. Zu diesem Zeitpunkt gab es in Osttimor eine große und lebendige Hakkagemeinde. Allein in Dili lebten zwischen 12.000 und 20.000 Chinesen. Ihnen wurde von der FRETILIN-Regierung die volle Staatsbürgerschaft im neuen Land garantiert. Doch nur neun Tage später besetzte Indonesien Osttimor. Viele der einheimischen Chinesen kamen bei der Invasion ums Leben oder flohen nach Australien. Angehörige der chinesischen Minderheit waren aufgrund ihrer ethnischen Zugehörigkeit gezielt Opfer von Verfolgung durch die indonesische Besatzungsmacht. Berichte von Massakern an der chinesischen Minderheit gibt es unter anderem aus Dili, so an den Flüchtlingen aus dem Toko Lay, und aus Maubara. Allein hier wurden 50 chinesische Männer durch die Invasoren hingerichtet. In den ersten Tagen der indonesischen Invasion in Osttimor starben vermutlich mehr als 10.000 ethnische Chinesen. Andere Schätzungen setzen die Zahl allerdings niedriger. Die Bevölkerung Osttimors unterschied während der Besatzungszeit sehr deutlich zwischen Chinesen aus Timor (Orang Cina Timur) und Chinesen aus Indonesien (Orang Cina Jawa), die zum Teil mit den Indonesiern lukrative Geschäfte machten, etwa beim lokalen Kaffeehandel.
Laut Forschungsergebnissen von Loro Horta versuchte die Volksrepublik China, die Freiheitskämpfer der FALINTIL mit Waffenlieferungen zu unterstützen. Eine Seeblockade durch indonesische und australische Kriegsschiffe verhinderte dies und die Waffen für 8000 Kämpfer inklusive mittleren Luftabwehrgeschützen, leichter Artillerie und Anti-Panzerwaffen für die Infanterie wurden letztendlich nach Mosambik transportiert und von der dortigen Regierung im Kampf gegen die RENAMO benutzt. Nach dem Tod Mao Zedongs 1976 sank das Engagement der Volksrepublik für Osttimor und endete 1978 fast völlig. Inoffizielle Kontakte durch Einzelpersonen blieben bestehen. Finanzielle Hilfen für den timoresischen Widerstand wurden über chinesische Geschäftsleute weitergeleitet.

## Osttimor in der Unabhängigkeit

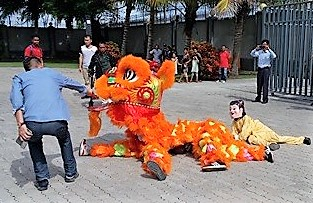
Chinesisches Neujahrsfest 2018 in Dili

Heute leben viele timoresische Hakka in Darwin und anderen australischen Städten, wie Brisbane, Sydney und Melbourne. In Osttimor nannten bei der Volkszählung 2015 noch 827 Menschen Chinesisch als ihre Muttersprache. Der ehemalige osttimoresische Minister für Transport und Kommunikation Pedro Lay und sein Bruder, der ehemalige Tourismusminister Francisco Kalbuadi Lay, sind chinesischer Herkunft. Pedro Lay war 1975 nach Australien geflohen und kehrte nach der Unabhängigkeit Osttimors zurück. Maria Fernanda Lay wurde 2023 zur Parlamentspräsidentin gewählt. Als Interessenvertretung der Chinesen in Osttimor dient die Associação Comercial da Comunidade Chinesa Timorense (ACCCTO), die am 22. Oktober 1912 gegründet wurde.

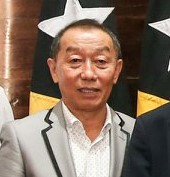
Siu Peng Lay, Präsident der ACCCTO bis 2019

Daneben lebten laut der chinesischen Botschaft im Juni 2008 2342 chinesische Staatsbürger im unabhängigen Osttimor. Das Immigrationsbüro schätzte die Zahl sogar auf 3000, viele davon sind illegal im Land. Sie arbeiten als Straßenhändler und Besitzer kleiner Läden und Restaurants. Chinesische Kleinhändler versorgen auch die Einwohner der ländlichen Gebiete, in denen es oft keine Läden gibt. 2019 schätzte man die Größe der gesamten chinesischen Minderheit in Osttimor auf 4000 Personen, die 300 bis 400 Geschäfte betreiben. So das Toko Lay, die Bäckerei Toko Aru und das Hotel Turismo. Das Timor Plaza, Osttimors älteste Einkaufszentrum, wurde von Jape Kong Su errichtet. Während der Unruhen 2002 wurden mehrere chinesische Geschäfte in Dili angezündet.
Die chinesische Minderheit auf Timor hat sich mehr assimiliert als in Indonesien. Selbst beim traditionellen, chinesischen Mondfest hat man eine Mischung aus lokalen und katholischen Traditionen, Essen, Moden und kosmologischen Konzepten angenommen.

## Siehe auch

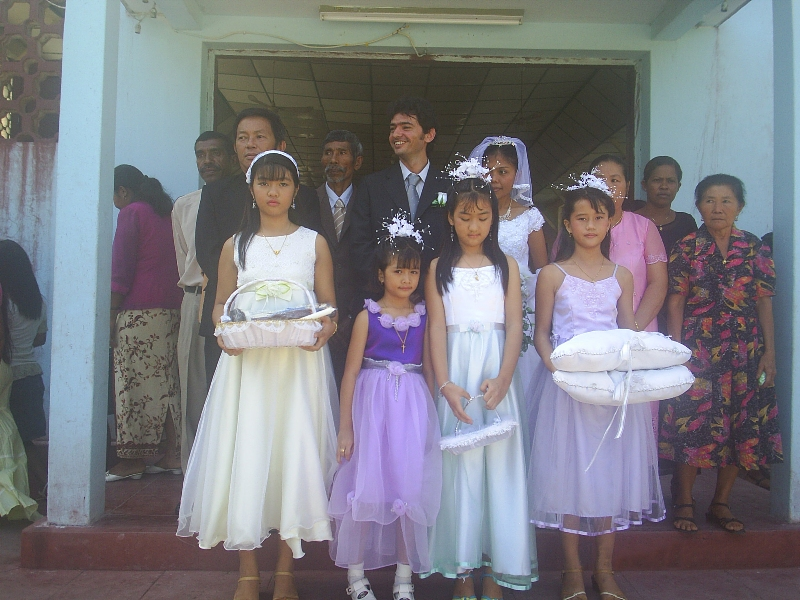
Hakka-Hochzeit in Osttimor (2006)

## Belege
- History of Timor. (Memento vom 10. Juni 2003 im Internet Archive; PDF; 805 kB) In: pascal.iseg.utl.pt, Technische Universität Lissabon (englisch)